# Roger Puigbò i Verdaguer
Roger Puigbò Verdaguer (Vich, Barcelona 20 de marzo de 1978) es un corredor de atletismo adaptado en silla de ruedas.

## Biografía
Lesionado medular D5-D6, como consecuencia de un accidente en bicicleta en el verano de 1992, se inicia en la práctica del atletismo en silla de ruedas en el año 1993 en las filas del Club Atlétic Granollers en el que permaneció hasta la temporada 2005, momento a partir del cual se embarcó en el Club Atlètic Vic Paralímpics. Por su lesión, paraplejía sin función de tronco, está clasificado como T53.
Su primera participación en una competición oficial fue el 28 de noviembre de 1993 en la "70ª Cursa Jean Bouin" en Barcelona, Campeonato de España de Cross en Silla de Ruedas.
Desde entonces, viene participando en unas treinta pruebas anuales, tanto de velocidad como de fondo, en pista y en ruta.

## Competiciones destacadas
- Ha participado en los Juegos Paralímpicos de Atenas 2004, Pekín 2008 y Londres 2012, Campeonatos Mundiales de Birmingham (Reino Unido) 1998, Bollnäs (Suecia) Indoor 2006, Assen (Holanda) 2006 y Christchurch (Nueva Zelanda) 2011, Campeonatos Europeos de Nottwil (Suiza) 2001, Assen (Holanda) 2003, Espoo (Finlandia) 2005, Gotemburgo (Suecia) 2006 y Stadskanaal (Holanda) 2010 y 2012, Juegos del Mediterráneo 2001 en Túnez, 2.005 en Almería y Pescara en 2009.[1]
- Diploma Paralímpico (5º Clasificado) en los 800 m en Atenas 2004[1]
- Diploma Paralímpico (5º Clasificado) en los 800 m en  Beijing(China) 2008.[1]
- Campeón del Mundo Indoor de 800 m y subcampeón de 3.000 en Bollnäs (Suecia) 2006.[1]
- Subcampeón de Europa de 800 m y 3r clasificado en 400 m en Assen (Holanda) 2003.[1]
- Campeón de Europa de 400 m y subcampeón de 800 m y Maratón en Espoo (Finlandia) 2005.[1]
- Campeón de Europa de 400 y 800 m T53 y subcampeón de 5.000 m T54 en Stadskanaal 2012.[1]
- Campeón de Europa de 800 m y 5.000 m y tercer clasificado en 1.500 m en Stadskanaal (Holanda) 2010.[1]
- Subcampeón 1.500 m Juegos del Mediterráneo, Almería 2005, 3r clasificado en 1.500 m Pescara 2009.[1]
- Ganador de laMaratón Ciudad de Sevilla 1998, 2000, 2001, 2002, 2003 2004, 2005, 2006, 2007, 2009, 2010, 2012 y 2013 y 2º clasificado el 1999.[2][3][4]
- Ganador de la Maratón de Schenkon (Suiza) 2008 y 4º clasificado el 2006.[5]
- Ganador de la Maratón de Oensingen (Suiza) 2009 y 4º clasificado el 2007 y 2005.[6]
- Tercer clasificado en la  Maratón de Berlín 2000 y 2006.[7]
- Tercer clasificado en la Maratón de Oita (Japón) 2007, 4º el 2005 y 7º el 2010.[8]
- 3º clasificado en la  Maratón de París 2009 (Francia), 4º clasificado en 2006 y 2008, 5º clasificado el 2007 y 6º el 2010.[9]
- Cuarto clasificado en la Maratón de New York (USA) 1996, 2009, 5º clasificado el 2008 y 11º el 2010.[10][11]
- Tercer clasificado en la Maratón de Boston (USA) 2009 y 5º clasificado el 2006.[12][13][14]
- Tercer clasificado en la carrera "Oz Day" 10 km en Sídney (Australia) 2007.[15]
- Quinto clasificado en la "ING Georgia Half Marathon" de Atlanta (USA) 2008.[16]